# Tamara Hope
Tamara Hope (Toronto, 2 novembre 1984) è un'attrice canadese.
Nata a Toronto, nell'Ontario, ha partecipato a moltissime serie televisive e film, i suoi ruoli da protagonista più importanti sono quello in Alieni in famiglia, in Ginevra Jones e in The Nickel Children, un film sulla prostituzione giovanile. 
Tamara ha un ruolo ricorrente nella serie televisiva della CTV Whistler come Leah McLure. 
La Hope è stata recentemente in evidenza nel Modernista!, campagna pubblicitaria per la promozione del telefono cellulare Palm Pre.
È stata nominata due volte, nel 2002 nella categoria Young Artist Award e nel 2007 nella categoria Prism Award, e ha vinto due volte, nel 2001 nella categoria Young Artist Award e nel 2005 nella categoria Breakout Acting Award.

## Filmografia

### Cinema
- I segreti del lago (2001)
- The Republic of Love, regia di Deepa Mehta (2003)
- Shall We Dance?, regia di Peter Chelsom (2004)
- The Nickel Children (2005)
- Foxfire - Ragazze cattive (Foxfire, confessions d'un gang de filles), regia di Laurent Cantet (2012)
- BetLine's (2013)

### Televisione
- Alieni in famiglia (Stepsister from Planet Weird), regia di Steve Boyum – film TV (2000)
- L'orchestra di Sandy Bottom (The Sandy Bottom Orchestra), regia di Bradley Wigor – film TV (2000)
- Beauty and the Beast – serie TV, episodio 1x01 (2012)
- I misteri di Murdoch (Murdoch Mysteries) - serie TV, 10 episodi (2008-2015)

## Doppiatrici italiane
Nelle versioni in italiano delle opere in cui ha recitato, Tamara Hope è stata doppiata da:
- Alessia Amendola in Shall we dance?
- Emanuela Damasio in Apocalypse - L'Apocalisse
- Cristina Caparrelli in Foxfire - Ragazze cattive